# 2014年アイラビスタ銃乱射事件
2014年アイラビスタ銃乱射事件（2014ねんアイラビスタじゅうらんしゃじけん）は、2014年5月23日にアメリカ合衆国カリフォルニア州アイラビスタで発生した、発砲、刺傷、車両衝突による一連の殺傷事件である。
事件はインセル（女性蔑視主義者）を自認する22歳のエリオット・ロジャー（Elliot Rodger）によって実行された。ロジャーはカリフォルニア大学サンタバーバラ校（UCSB）のキャンパスの近くで6人を殺害し、14人を負傷させたのちに自殺した。
ロジャーは最初に、自分のアパートで3人の男性を刺殺し、約3時間後に自動車で女子学生寮へ向ったが、入ることができなかった。ロジャーはこの外で3人の女性を銃撃し、内2人が死亡。次に食料品店の前を自動車で通り過ぎ、店内にいた男子学生を射殺した。そののちロジャーはアイラビスタ中を運転しながら車内から数人の歩行者を銃撃して負傷させ、自動車で他の数人を攻撃した。その間に警察と2回銃撃を交し、致命的ではない銃創を腰に負った。自動車は駐車中の自動車に衝突して停止し、警察はロジャーが車内で自らの頭を銃撃して死亡しているのを発見した。
女子学生寮へ行く前に、ロジャーはYouTubeに「エリオット・ロジャーの報復（Elliot Rodger's Retribution）」という題名の動画を投稿している。動画ではこれから行う攻撃の詳細と動機を説明しており、彼を拒否した女性を罰したい旨と、性的に活発な男性を羨ましく思ったため罰したい旨を述べた。動画の投稿後、ロジャーは長い自伝の原稿を知人の数人、彼の療法士、家族の数人に電子メールで送信した。「僕の歪んだ世界――エリオット・ロジャーの物語（My Twisted World: The Story of Elliot Rodger）」という題名のこの文書はインターネット上に公開され、声明文として広く知られるようになった。この文書でロジャーは、彼の子供時代、家族の葛藤、ガールフレンドを見付けられぬことへの欲求不満、彼の女性憎悪、カップルへの軽蔑（殊に異人種間のカップルに対するそれ）、そして彼が「報復」と表現したものの計画を説明している。

## 事件

### ロジャーによる準備
2012年9月、ロジャーは射撃場を訪れ、拳銃の発砲訓練を行っている。同年12月に最初の拳銃であるGlock 34拳銃をゴリータで購入し、これを調べた後、「効率的で高精度な武器」として選択した。2013年の初めには、追加で2挺の拳銃を購入した。これは双方ともSIG SAUER P226拳銃で、「Glockよりも遙かに高品質」で「遙かに効率的」だった。ロジャーはカリフォルニアのオックスナードとバーバンクで武器を購入した。
ロジャーは、攻撃のための武器と備品を購入するために、両親と祖母から彼に与えられた5,000ドルを節約したと主張した。カリフォルニアの銃規制に関する法律の専門家は、既知の彼の過去の中では、彼が銃器を合法的に購入することを妨げたものは何もないと述べている。

### 襲撃

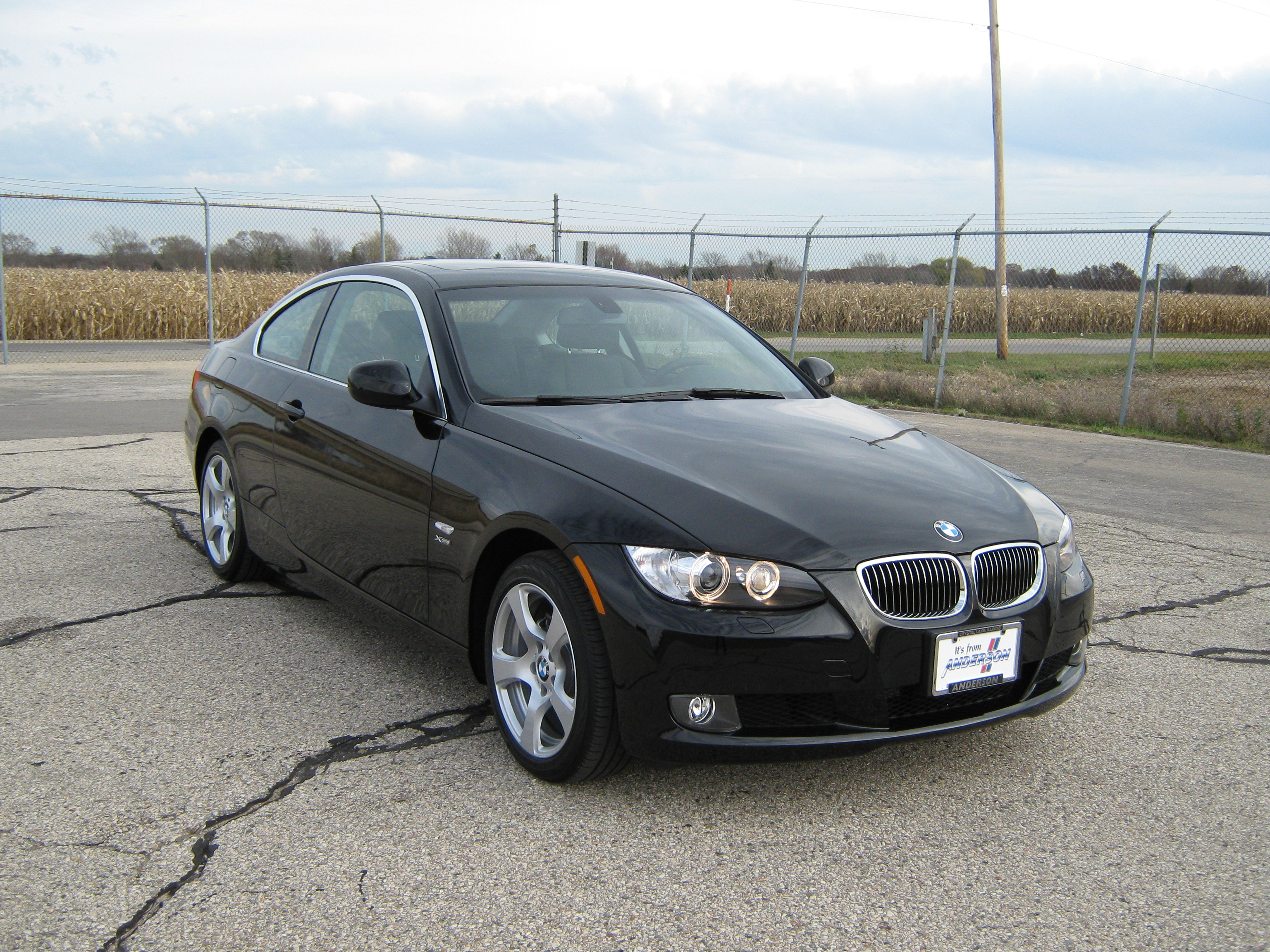
事件に使用された車に類似したBMW 328i。

ロジャーは襲撃を、セビリア通りの自身のアパートで開始した。ここで3人の男性が屋内で刺されて死亡した。各犠牲者は複数の刺傷を負い、射撃攻撃の約3時間前に全員が殺害された。彼らの遺体が発見されたのは、銃撃後の午前1時であった。被害者はロジャーのルームメイトであるウェイハン・ワン、チェン・ホン、彼らの友人であるジョージ・チェンであると確認された。
アパートの主廊下には微かな血痕が残され、被害者のうち少なくとも1人がアパートに入ったときに襲撃されたことを示していた。当局は、浴室に残された血に浸されたバスタオルと紙タオルが、ロジャーが廊下を掃除しようとしたことを示唆しているとした。ワンとホンの遺体は共同寝室で発見されたが、チェンの遺体は浴室で発見され、その位置は各被害者が殺害される前に別々にアパートに入ったこと、ロジャーは遺体を毛布、タオル、衣服で覆うことにより、最初の2人の遺体を隠そうとしていたことを示唆していた。警察はアパートにあったナイフ、ハンマー、2挺の鉈を回収したが、後にロジャーの車で発見されたバックパックから回収された2挺のナイフが使用された武器だと断定した。
彼らを刺した後、ロジャーはスターバックスコーヒーショップでコーヒーを購入した。その後、午後8時30分にアパートの駐車場で自分の車内に座っているのを目撃されている。そのときロジャーは、ノートパソコンで作業に取組んでいた。午後9時17分に「報復」動画を投稿し、午後9時18分に声明文のメールを送信した。
ロジャーはUCSB近くのエンバカデロ・デル・ノルテとセゴビア通りにある、アルファ・ファイ・ソロリティ宿舎（Alpha Phi sorority house）まで自動車で向った。ロジャーは数分間正面玄関の扉をノックした。誰も答える者はなく、ロジャーは近くにいた人々に発砲を始めた。最初に3人のデルタ・デルタ・デルタ女子学生クラブ会員を銃撃し、2人を殺害、3人目を負傷させた。
ロジャーは車に戻り、2区画先のパーダル通りまで行き、喫茶店のところで一度東方向へ発砲した。店は当時閉鎖されており、怪我人はなかった。その後ロジャーはアイラビスタ・デリマート（Isla Vista Deli Mart）に到着し、建物を数度銃撃して、店内の学生を射殺した。ロジャーの車が現場を離れるところを4人の警備員が目撃していたが、彼らはロジャーを狙撃者と認識せず、彼は何事もなく脱出した。
その後ロジャーは通りの反対側のエンバカデロ・デル・ノルテを南に車へ走り、歩道にいた2人に発砲したが、双方とも無事だった。それからエンバカデロ・デル・ノルテのセブン・イレブンの近くで曲った。そこで発砲を続け、ピザ屋を出てきたカップルと、次に女性サイクリストを銃撃した。その後、エル・エンバカデロを南に運転し、女性を狙ったが失敗した。デル・プラヤ・ドライブで東に曲り、Uターンして西へ向った。午後9時27分、911番の呼び出しに対応していた保安官代理へ発砲し、歩行者2人を狙撃した。
ロジャーはカミノ・デル・スルを北上し、サバド・タルデ通りで3人に発砲。スケートボーダーと2人のサイクリストを自動車で襲撃した。更にサバド・タルデを東へ向い、別のスケートボーダーを車で襲撃し、カミノ・ペスカデロの交叉点で2人の男性を撃った。リトル・エイコーン公園近くのサバド・タルデで、3人の保安官代理と銃撃を交し、左腰を撃たれた。警察に追跡されたロジャーはエル・エンバカデロを再び南へ向い、デル・プラヤで再び西に曲った。サイクリストに衝突し、デル・プラヤとカミノ・ペスカデロの交叉点のすぐ東にある北の歩道へ墜落した。
午後9時35分、警察は、ロジャーが車内で銃により自殺しているのを発見した。

### 余波
警察は17ヶ所の犯罪現場を捜査した。ロジャーの車からは3挺の拳銃、アパートで3人の男性を殺害するために使用したナイフ、6挺の空の10連発銃が見つかり、更に548発分の未使用の弾薬が、10連発銃及び弾薬箱から発見された。
犯罪現場からは合計83発分の使用済銃弾が回収された。内55個はロジャーが、残り28個は保安官代理の発砲したものだった。ロジャーは三つの異なる都市で合法的に9ミリ銃を購入していた。
サンタバーバラ郡保安官のビル・ブラウン（Bill Brown）は、犯罪は計画的であったことを示す映像と書面による証拠があり、その準備には1年以上掛けられていたと述べた。サンタバーバラ郡保安官事務所と、アルコール、煙草、火器、爆発物の局の役員は、ロサンゼルスでロジャーの母親と父親の別々の家の捜索を開始した。
メディアは後に、事件の夜に行われた、ロジャーの両親による必死の試みを報道した。声明文の複写を受取った後、ロジャーの療法士は母親へ電話を掛けた。母親はロジャーのYouTubeチャンネルを確認し、彼が数分前に投稿した「報復」動画を発見した。彼女は父親と連絡を取り、彼は動画を見て驚いた。ロジャーの父親、彼の現在の妻、ロジャーの母親はロサンゼルスからサンタバーバラまで、2台の車で必死に運転を開始した。運転中、アイラビスタの警察に電話し、到着時に会うよう手配している。
アイラビスタでの銃撃に関するニュースを聞いた母親は療法士に電話を掛け、ロジャーは翌日の行動を約束しており、その行動の細部から逸脱することはないだろうと伝えた。アイラビスタで彼らは警察の口から、自殺する前に6人を殺害した報道の人物が、実際に息子であることを知った。
事件の1ヶ月後、刺殺された3人の犠牲者の両親は、事件の複数の側面に対して怒りと不満を表明した。警察が事件前に予防措置を講じなかったこと、当局の発表した我が子らの殺害についての情報の限定的であることや、世間の関心が犠牲者たちよりもロジャーに向いていること、被害者の権利よりも精神障碍者の権利のほうが強調されていると感じたことを述べた。2015年3月2日、家族は郡、保安局、アパートの建物、及び財産管理に対して、連邦政府の不法死亡訴訟を起こした。訴訟は、被告が警告の兆候を認識し、殺害を防ぐための行動を起こさなかったと主張した。
2015年2月18日、サンタバーバラ郡保安官事務所は、事件に関する64ページの最終調査要約報告書を発表した.

## 被害者
アパートでの刺傷による死者:
- ジョージ・チェン（George Chen） (19)
- チェン・ユアン "ジェームス "ホン（Cheng Yuan "James" Hong） (20)
- ウェイハン "デイビッド"ワン（Weihan "David" Wang） (20)

銃撃による死者:
- キャサリン・ブレーン・クーパー（Katherine Breann Cooper） (22) 女子学生クラブの近くで被弾
- クリストファー・ロス・マイケルズ・マルティネス（Christopher Ross Michaels-Martinez） (20) 食料品店内で被弾
- ベロニカ・エリザベス・ワイス（Veronika Elizabeth Weiss） (19) 女子学生クラブの近くで被弾

負傷者:
- ミーガン・カルロト（Megan Carloto） (22) 自転車上で被弾
- アントワーヌ・チェルチアン（Antoine Cherchian） (24) 複数回被弾
- キース・チャン（Keith Cheung） (21) 自転車上でロジャーの車に衝突される
- ビアンカ・デコック（Bianca de Kock） (20) 女子学生クラブの近くで被弾
- パトリック・エッゲルト（Patrick Eggert） (19) 自転車上でロジャーの車に衝突される
- ジン・フー（Jin Fu） ロジャーの車に衝突される
- ビクター・ガルシア（Victor Garcia） ロジャーの車に衝突される
- エリオット・ジー（Elliot Gee） スケートボード上でロジャーの車に衝突される
- クリストファー・ホアン（Christopher Hoang）複数回被弾
- ミッチェル・リュバースキー（Mitchell Lyubarsky） (21) ロジャーの車に衝突される
- ベイリー・メイプルズ（Bailey Maples） 腕に被弾
- ニック・パシチューク（Nick Pasichuke） (19) スケートボード上でロジャーの車に衝突される
- マシュー・スミス（Matthew Smith） 複数回被弾
- アーロン・ザグリン（Aaron Zaglin） (22) 腕に被弾

### 死者
6人の死者は全員UCSBの学生だった。彼らは襲撃現場で亡くなったと断定された。
ロジャーのアパートで殺害された男性は、ジョージ・チェン（陳喬治）（19）、チェン・ユアン "ジェームス"ホン（洪晟元）（20）、ウェイハン "デイビッド"ワン（王偉漢）（20）の3人。ホンとワンはアパートの賃貸契約によってロジャーのルームメイトであることが確認されたが、警察はチェンが居住者であるのか、事件の夜にアパートを訪問した人物であるのかを調査した。
銃撃によって亡くなった3人の学生は、キャサリン・ブレーン・クーパー（22）、クリストファー・ロス・マイケルズ・マルティネス（20）、ベロニカ・エリザベス・ワイス（19）。デルタ・デルタ・デルタ女子学生クラブ会員であるクーパーとワイスはアルファ・ファイ・ソロリティ宿舎の外で殺害され、マイケルズ・マルティネスはアイラビスタ・デリマート内で死亡した。
2015年2月18日、6人の犠牲者全員の検死報告書が、サンタバーバラ郡保安官事務所から64ページの最終調査要約報告書の一部として発表された。
- ウェイハン・ワンは、頭、首、胸、背中、及び腕と手に15の刺傷と23の切開創があった。
- チェン・ユアン・ホンは、頭、首、胸、背中、腕と手に25の刺傷と12の切開創があった。
- ジョージ・チェンは、94の刺傷があり、頭、首、胸、背中、腕と手に11の切開創があった。
- キャサリン・クーパーは8回撃たれており、内1回は頭の左側だった。
- ヴェロニカ・ワイスは胸部と骨盤下部を7回撃たれた。
- クリストファー・マイケルズ・マルティネスは胸部を1回撃たれた。

### 生存者
負傷者は14人だった。銃創が7人、ロジャーの車に衝突された際の負傷及び打ち身が7人だった。負傷者の11人が病院に搬送され、7サンタ・バーバラ・コテージ病院へ運ばれた7人の内、2人は重傷、1人はまずまずの状態、2人は良好な状態で入院し、1人はその日の内に解放された。残り4人の負傷者はゴレタ・バレー・コテージ病院に運ばれ、そこで治療され解放された。
6月14日のUCSBの卒業式までに、生存者全員が退院した。5人が卒業式に出席した。UCSBは、殺害された6人の学生に死後の学位を授与した。

## 加害者
エリオット・オリバー・ロバートソン・ロジャー（1991年7月24日 - 2014年5月23日）は、事件の唯一の犯人であることが警察によって確認された。

### 若齢期
ロジャーはイギリスのロンドンで生れ、5歳のときに両親と共にアメリカへ移住した。彼はロサンゼルスで育った。父親はイギリスの映画製作者ピーター・ロジャー(英語版)であり、功績としては『ハンガー・ゲーム』の助監督を務めたほか、長篇ドキュメンタリー映画『オー・マイ・ゴッド(英語版)』がある。母親は映画会社の研究助手である、マレーシア華人のリー・チン・ロジャーである。両親が離婚する前に、妹も生れている。父親が再婚して後、モロッコ人の女優である2人目の妻、ソウマヤ・アカアブーンは息子をもうけた。また、父方の祖父には、写真報道家だったジョージ・ロジャーがいた。
ロジャーはロサンゼルスのエンシノにある男子校のカトリック高校、クレスピ・カルメル会高校（Crespi Carmelite High School）、その後ウッドラン・ヒルズにあるタフト高校（William Howard Taft Charter High School）に通った。2009年にバルボア湖のインディペンデンス高校（Independence Continuation High School）を卒業。
2011年6月4日にアイラビスタに移る前に、ロジャーはロサンゼルス・ピアス大学（Los Angeles Pierce College）とムアパーク大学（Moorpark College）に短期間在籍している。彼はサンタ・バーバラ・シティ大学（Santa Barbara City College、SBCC）に通っていたが、声明文では2012年2月に全てのクラスを中退したと述べている。大学も、彼は既に授業を受けていないと語った。

### 心の健康と社会的問題
ロジャーの家族の弁護士と家族の友人によると、彼は8歳のときから複数の療法士に会っており、またSBCCの学生時代も同様であった。弁護士は、ロジャーが「精神医学的治療を受けていた」と述べたが、正式に精神疾患と診断されたことはなかった。精神科医は統合失調症と双極性障害の治療に使用される抗精神病薬を処方したが、ロジャーは拒否した。母親はロジャーがアスペルガー症候群であると診断されたと述べたが、この障碍に関する正式な医学的判断は行われなかった。2007年に、他に特定されていない広汎性発達障碍、別の自閉症スペクトラム障碍と診断された。
9年生に至るまで、ロジャーは「いじめられ続け」「毎日学校で泣いた」と記している。また、彼はマルチプレイヤーオンラインゲームの「World of Warcraft」に没頭し始め、このゲームは10代の人生の大部分と、20代の短い間を支配した。クレスピ・カルメル会高校では、眠っている間に頭を机にテープで留められるなどのいじめを他の学生に受けた。ロジャーによれば2012年には、「彼（ロジャー）を本当に理解してくれた全世界で唯一の友人が……もう友人でいたくないと露骨に言った」といい、このとき、友情を断ち切る理由は教えられなかったという。ロジャーはYouTubeアカウントと、「エリオット・ロジャーの公式ブログ（Elliot Rodger's Official Blog）」という題名のブログを持っており、どちらにも孤独と拒絶反応を表現する投稿が含まれていた。彼は非定型抗精神病薬のリスペリドンを処方されていたが、服用を拒否した旨を記しており、「この薬を研究した結果、僕が服用するのは絶対に間違っていることがわかった」と書いている。
18歳になってから、ロジャーは家族が提供していたメンタルヘルス・ケアを拒否し始め、次第に孤独となった。ロジャーの知人は、友好的な彼らの試みを彼が拒絶したと述べたが、ロジャー自身は、友人を作ることができなかったと述べている。ロジャー一家と友人として付き合いのあった脚本家のデール・ロウナー（Dale Launer）は、ロジャーに女性への接近と友好について助言したが、彼はその忠告に従わなかったと述べた。ロウナーはインタビューで、次のように述べている。「ロジャーが8歳か9歳のときに初めて会い、そのときに彼に何か問題があることがわかった。私は心理学者ではないが、今振り返ってみれば、彼は受胎の瞬間から壊れた人間のような印象を私に与えた。私は彼の中に、出てきたがっている普通の子供がいることを望んでいた。そして彼が彼の内気を克服し、何らかの方法で開花するであろうと思っていた。しかし声明文を読み、映像を見て初めて明らかになったのは、彼が実際に隠していたのは、ひどく歪んだ小さな怪物であるということだった」。

### 以前の事件
2011年7月、ロジャーはゴレタのスターバックスでカップルを嫉妬して追い、コーヒーを投げ付けた:87。2012年7月には、水鉄砲のスーパー・ソーカーを購入してオレンジジュースで満たし、ガーシュ公園でキックボールをする人々に噴射するために使用した:106–107。
2013年7月20日に発生した事件について、ロジャーは「パーティーで女の子をからかって失敗した後、10フィートの高さのレッジから彼女を突き落そうとした」と記した。代りにロジャーは他の男子たちから押され、「足首にパチンという感じがし、続いて激しい痛みがあった」「できるだけ早くそこから離れようとした」と述べている。その後、グッチのサングラスを置き忘れたことに気付いて戻ったが、「以前に関係のもつれた人々が彼（ロジャー）をからかって名前を呼び始め、彼を殴り付けるために車道へ引き摺り込んだ」。ロジャーの隣人の一人は、「彼が家に帰って泣いているのを見た」と述べた。その際、この事件に関係した人々を殺害し、自殺するつもりだと主張したという。ロジャーは捜査官に暴行を受けたと訴えたが、攻撃したのはロジャーのほうであると判断された。ロジャーは声明文に、この事件が襲撃事件の計画の、最後の引き金であったと記した。
2014年1月15日、ロジャーはルームメイトのホンがろうそくを盗んだと非難した。更には私人逮捕を行い、911番に通報している。ホンはこの些細な盗難で起訴され、起訴された罪を認めた このホンは事件当日、ロジャーに刺殺された内の一人である。事件の3週間前の4月30日、ロジャーの両親は彼の行動とYouTubeの動画に驚いて警察に連絡している。ロジャーの声明文によれば、このときには既に事件を計画しており、銃も購入していたという。このときにロジャーの部屋を捜索していれば、寝室で武器を発見していたはずであった:134。サンタ・バーバラ郡の保安官ビル・ブラウンは後に、代理人は彼が「非自発入院の基準を満たしていないと判断した」と述べた。ロジャーは両親に「それは誤解だった」と話した。

### 声明文とインターネットの投稿
ロジャーは107,000語に及ぶ声明文「僕の歪んだ世界――エリオット・ロジャーの物語（My Twisted World: The Story of Elliot Rodger）」を34人に宛てて電子メールで送信した:7。この中には彼の療法士、両親、数人の他の家族、以前の教師、幼馴染を含んでいた。声明文でロジャーは、当初は2013年のハロウィーンで事件を実行しようとしたが、「ハロウィーンのような行事中には歩き回る警官が多過ぎ、警官は僕の計画を邪魔することのできる唯一の存在である」ことから再考したと記している:110。
「エリオット・ロジャーの報復（Elliot Rodger's Retribution）」という名の最後のYouTube動画で、ロジャーは女性に拒絶されたことへの不平、性的に活発な男性への嫉妬、彼の襲撃計画の詳細や動機について詳細に説明した。動画は後にロジャーのアカウントから削除されたが、他の利用者によって繰返し再投稿された。この動画でロジャーは次のように述べた。
さて、これは僕の最後の動画だ。結局こうならざるを得なかった。明日は報復の日だ。人類に対して、君たち全てに対して、僕が復讐をする日だ。僕は人生の最後の8年間、思春期を迎えて以来、女の子が僕に惹かれることはなかったから、孤独、拒絶、満たされない欲望の全てに耐えることを強いられてきた。女の子は他の男たちに愛情とセックスと愛を与えたけれど、僕には決して与えなかった。僕は22歳だけれど、まだ童貞だ。僕は女の子とキスしたことがない。大学に入ってから2年半、実際にはそれよりも更に経ったけれど、僕はまだ童貞だ。そのことはひどく僕を苦しませた。大学は誰もがセックスや楽しさや喜びといったことを経験する時期だ。その数年間、僕は孤独に沈まなくてはならなかった。不公平だ。君たち女の子が僕に惹かれることはなかった。どうして君たち女の子が僕に惹かれないのかわからない、でも僕は君たち全員を罰する。不公平だ、犯罪だ、何故なら……君たちがどうして僕を見ないのか、僕にはわからない。僕は完璧な男なのに、君たちは最高の紳士である僕ではなく、代りに不快な男たちに身を捧げる。
ロジャーは「僕の歪んだ世界」で、混血であることが「普通の、完全な白人の子供たちと自分を異なるものにした」と書いている。一つのオンライン・フォーラムで、彼は異人種間のデートに反対し、アフリカ系アメリカ人、ヒスパニック系、南アジア、東アジアの人々に関する人種差別的な投稿を幾つか行ったと述べ、これらの人種の人々が白人女性と交流するのを見ると「人生をやめたくなる」と記した:87。ある投稿で、ロジャーは次のように述べた。
完全なアジア人の男はひどく醜悪だ、白人の女の子がお前たちのところへ行くことは決してない。お前たちはアジアの糞から生れた単なる糞だ。お前たちは白人ハーフになりたいだろうが、白人ハーフになることは決してなく、白人女性と結婚したいというお前たちの夢が叶うことは決してない。橋から飛び降りることをお勧めする。
声明文でロジャーは、彼の計画の幾つかを概説し、別の人種差別的発言を残している。
どうして劣等で醜悪な黒人少年が白人の少女を手に入れることができ、僕にはできないのだろう？　僕は美しい、そして白人ハーフだ。僕はイギリスの貴族の子孫だ。そして彼は奴隷の子孫だ。:84報復の日の前日に、僕はその第一段階に着手する。アイラビスタ周辺で、何らかの手段により、できるだけ多くの人々を僕のアパートに誘い込み、静かに殺害する。
声明文では「セックスの飢餓」による、計画の第二段階「女性との戦争」について具体的に述べ、次のように記した。
第二段階は報復の日、クライマックスである大虐殺の直前に行われる……僕の女性との戦争。……僕が憎む女性の全てを表す、まさにその女の子たちを攻撃する。それはUCSBの最も熱い女子学生クラブだ。
ロジャーが声明文で述べた理想的な世界とは、次のようなものだった。「全ての女性を強制収容所に隔離する。これらの収容所では、女性の大多数が故意に飢え死にさせられるだろう。それは彼女たちを殺すための効率的で適切な方法だ……僕は自分のために巨大な塔を建て……彼女たち全員が死ぬのを喜んで見守る」:136 また、「この純粋な世界では、男性の心は以前よりもずっと発展することができる。将来の世代は、セックスや女性の野蛮さを心配することなく、自分たちの生活を送ることができる。それは彼らが彼らの知性を伸ばし、人類を完全な文明に向って前進させることを可能にするだろう。」:137
また、ロジャーは異母兄弟と継母をも殺すつもりでいたが、父親を殺害する精神的な用意がなかった。雑誌「ニュー・ステイツマン（New Statesman）」は、この声明文が「不本意な独身者」に影響を及ぼす可能性があると主張し、この予測は2018年のトロントバン暴走事件(英語版)を起したアレク・ミナシアン（Alek Minassian）によるfacebookの投稿で、ロジャーに直接言及されたことによって裏付けられた。
二等兵（新兵）ミナシアン歩兵00010、軍曹と話したい。4chanを頼む。C23249161。インセルの叛乱は既に始まっている！　我々は全てのチャドとステイシーを打倒する！　最高の紳士、エリオット・ロジャー万歳！
ロジャーは、2018年のタラハシー射撃事件(英語版)の加害者であるスコット・ポール・ベイエル（Scott Paul Beierle）によるネット上の投稿でも言及された。「今、思春期の男性たちにメッセージを送りたい……エリオット・ロジャーの立場、状況、気持である、愛も何も得られない男性たちに。」

## 反応と議論

### 即時反応
ジェリー・ブラウンカリフォルニア州知事は犠牲者の家族に哀悼の意を表し、「この無意味な悲劇の報に接したことを悲しむ」と述べた。カリフォルニア大学のジャネット・ナポリターノ学長はレイニー・カレッジでの声明で、「これは、防ぐことが不可能で、予測することも殆ど不可能な種類の出来事だ」と述べた。

### 動画放送に関する論争
ABCニュース、CBSニュース、NBCニュース、MSNBCを含む幾つかのニュース・ネットワークでは、模倣犯罪の発生を懸念し、ロジャーが投稿した「報復」動画の使用が制限された。FOXニュースではマイケル・クレメント副社長副社長の要請により、5枚の写真のみが画面に表示された。ABCニュースの代弁者は、「使用する特別な編集上の理由がない限り、我々はそれを使用しない。その動画の使用については非常に慎重になるだろう。その継続的な使用が、動画を壁紙に変える可能性があることにして注意して欲しい」というジェームズ・ゴールドストン総裁の言葉を伝えた。

### 追悼行事

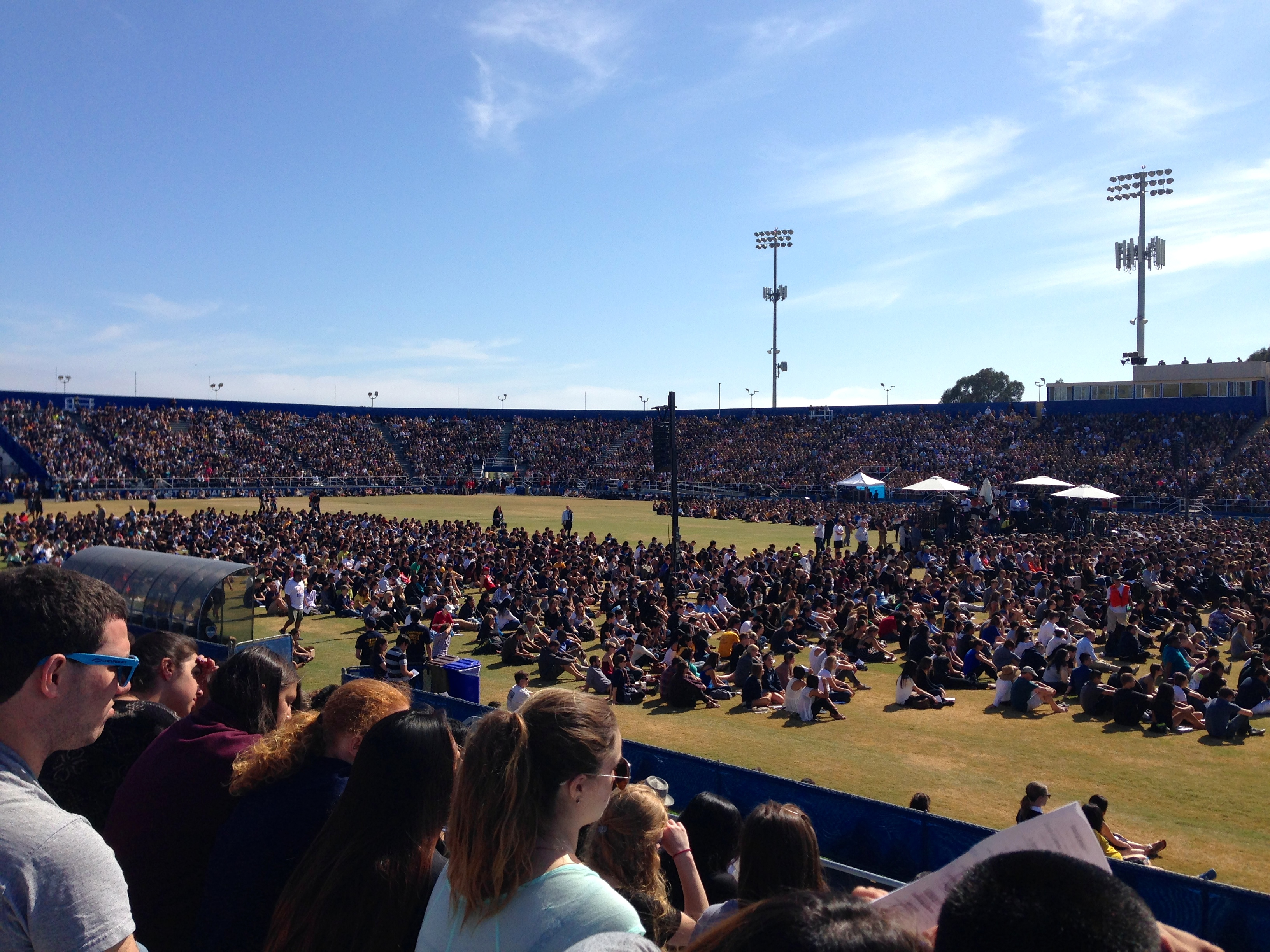
2014年5月27日、ハーダー・スタジアムで行われた犠牲者の追悼式

5月24日夕刻、アイラビスタのアニスク・オヨ公園に学生と地域住民が集まり、犠牲者を追悼してろうそくの明かりが燈された。また、事件で銃撃の的となった場所の一つであるアイラビスタ教会の牧師は、「祈りを受け取りたい、または話したい学生に対し」、週を通して教会員が対応に当たるようにした。
5月26日、UCSBは翌日の授業を中止し、午後に追悼式を開催することを決めた。また、避難した学生のため、カウンセリング・サービスと緊急住宅を設置した。翌日には2万人以上がハーダー・スタジアムでの追悼式に出席した。UCSBのヘンリー・T・ヤン学長とジョエル・マイケルセン副学長は書面の声明で、「これは私たち全員にとっての哀悼の時期です。土曜日の夜に学生たちが企画した感動的なろうそくの明かりは、治癒の過程が始まりました。火曜日に、私たちはこの恐ろしい出来事の犠牲者を思い出し、尊敬し、学術コミュニティとして集まり、反省し、互いに話し合い、未来について考えましょう」と述べた。

### 銃規制と精神保健
事件後、銃規制とアメリカ合衆国の医療の改善を求める声が上がった。コネチカット州上院議員のリチャード・ブルーメンタールは、次のように述べた。
1年半前、私たちは、サンディフック小学校銃乱射事件以来何千、何万人もの若者を殺してしまった狂気を、終わらせる法律を成立させる間際にあったように見えました。 この想像を絶する言い表し難い悲劇が、この若者のように、ひどく困惑したり混乱したりしている危険な人々の手から、銃を遠ざける対策を取り戻すきっかけとなることを心から願っています。
カリフォルニア上院議員のダイアン・ファインスタインは、全米ライフル協会の「締め付け」が銃規制法案の成立を阻んだと非難し、それについて何かをしなかったことは議会で「私たちの恥」であると述べた。ペンシルベニア州議会の臨床心理学者であるティモシー・F・マーフィー議員は、彼の超党派のメンタルヘルス見直しが解決策になると述べ、議会にそれを可決するよう求めた。
犠牲者であるクリストファー・マイケルズ・マルティネスの父、リチャード・マルティネスは演説を行い、「臆病で無責任な」政治家と全米ライフル協会に対する攻撃の責任を問うた 。 マルティネスは後に、銃規制に関する議員からの「緊急の行動の要求」に加わるように大衆に促した。 また、ロジャーの両親に対する同情を表した。
治療支援センター（Treatment Advocacy Center）のエグゼクティブディレクターであるドリス・A・フラーは、カリフォルニア州の法律により、潜在的に危険な個人の緊急の精神医学的評価は規定を通じて許可されたが、そのような行動はロジャーの最初の警察捜査では有効にされなかったと述べた。
繰り返しになりますが、時間内に介入し悲劇を回避することができず、危険のために赤信号を送っていた若い男性によって、死と荒廃が引き起こされたことを悲しみます。今回、赤旗は非常に大きかったため、殺人者の両親は警察に電話をかけましたが、システムは失敗に終りました。
一部のカリフォルニア州議会議員は、4月30日にロジャーとの代理人の接触についての調査を求めた。彼らの訪問の時点で、彼は少なくとも2挺の拳銃を購入しており、彼の名前でカリフォルニアの銃所有データベースに登録されていた。これはカリフォルニア州のユニバーサル登録法によるもので、代理人たちは、州全体の銃の所有権データベースをチェックしなかったため、この事実を知らなかった。彼らはロジャーの両親が彼らに連絡する原因となったYouTubeの動画を視聴していなかった。他の州の法執行機関同様、保安官の事務所は代理人の行動を擁護した。一部の州議会議員は、将来のそのような悲劇を防ぐのに役立つと信じている法律を導入する計画であると述べた。 2014年9月30日、事件の発生後、カリフォルニア州議会は「赤旗法（red flag law）」を可決し、個人が裁判官に、家族や他人への危険を感じている家族から銃を押収するよう依頼することを可能にした。銃の所有者は、これに異議を唱える機会を有する。全米ライフル協会を含む銃の権利グループは、正規の銃所有者の権利が誤解のために危険にさらされるかもしれないと述べ、この法律に反対した。法律は2016年に施行された。

### 女性嫌悪
ロジャーの事件、動画及び声明文は、女性に対する暴力と社会における女性嫌悪の、幅広い問題に関する議論を引き起した。ロジャーはネットの投稿とYouTubeの動画で、セックスを拒絶されたために女性を処罰し、女性とのセックスを行った男性も処罰するとしたが、そうはしなかった。ロジャーは「PUAHate」や「/r/ForeverAlone」などのオンラインフォーラムに頻繁にアクセスし、そこで彼と他の男性は女性についての女性嫌悪的発言を投稿していた。ロジャーは数人のピックアップアーティスト（ナンパ師）のYouTubeチャンネルにも登録しており、また、自分自身をオンラインで「インセル」、つまり恋人や性的関係を持つ相手を望んでいるにもかかわらず見つけることができない人々による、オンラインサブカルチャーの一員であることも認めていた 。これらの理由や、ロジャーの女性との性的権利の感覚と同様に、彼は女性嫌悪主義的であると説明されてきた。
ロジャーは最初の拳銃を購入した後に、他の男性と女性に対する力を与えられたと感じたことについて、こう記している。「拳銃を手に取った後、それを自分の部屋に持ってきて、僕は新しい力を感じた。僕は武装した。今の支配者は誰だ、ビッチども？　僕は考えた、過去に自分を見下してきた全ての女の子のことを。」
ロジャーは声明文に、女子学生クラブに侵入する計画について、その場所が自身に苦痛を味わわせた世界、彼を拒否した美女を象徴していると信じたことを記した。ロジャーは以下のように記した。「僕はそこにいる全ての、甘やかされてお高く留った金髪の女を虐殺する。僕が望んでいた全ての女の子たち。彼女たちは全員僕を見下し、劣った男として軽蔑していた」ロジャーは女子寮のドアを「激しくノック」したが、内部へ侵入することができず、即興で近くの女子学生に発砲した。
「Salon.com」のスタッフライター、メアリー・エリザベス・ウィリアムズは、ロジャーを「童貞殺人犯（virgin killer）」とするメディアに異議を唱え、ジェンダーの役割を「それほど微妙なほのめかしではない……彼の攻撃の原因の一つとして、女性の性的同意の欠如がある」と述べた。雑誌『スレート（Slate）』の記事を書いているアマンダ・ヘスは、ロジャーは女性よりも多くの男性を殺しているが、彼が彼らを憎んでいた理由は、自分のものと思っていた女性を奪われたと思ったためであり、動機は誤解だったと主張した。雑誌『理由（reason）』のキャシー・ヤングは、「概念を意味のないものに拡張する、または改造不可能な疑似宗教的な教義に変える良い例のように思える」と反論し、ロジャーも他の男性について、多くの不快なメッセージを書いたと記した。『ナショナル・ポスト』のコラムニスト、バーバラ・ケイは、女性の犠牲者への注視を非難し、戦時中のスレブレニツァの虐殺やボコ・ハラムが実施した学校虐殺など、男性を標的とした虐殺の存在を指摘した。
女性嫌悪に関する意見と報道は、出来事の過度の単純化と歪みに対する批判を引き起した。これには、女性より多くの男性が殺害されたこと、ロジャーの精神保健問題が含まれた。 『タイム』で書いている心理学者のクリス・ファーガソンは、ロジャーが特定の精神障碍者であったこと（上記参照）などから、女性嫌悪主義的な文化の責任のみとは言えない主張した。一部の作家は、Twitterで「#NotAllMen」のハッシュタグを使用して、全ての男性が女性嫌悪主義的であるわけではなく、全ての男性が殺人を犯すわけではないと表明した。 一部からは、女性に対する暴力の問題の議論から脱線するとし、このハッシュタグの使用への批判があった 。5月24日にはハッシュタグ「#YesAllWomen」が作成され、全ての男性が性差別的であるとは限らないが、全ての女性が誤認と性差別を経験しているとの表明が行われた。

### 会議
アメリカ合衆国下院は2014年6月10日に投票を行い、下院決議第608号「2014年5月23日金曜日、カリフォルニア州イスラビスタで行われた無意味な暴動と大量射撃を非難する」を可決した。 カリフォルニア州のロイスキャップス議員は、議会は銃による暴力を食い止めるためにより多くの行動をとる必要があると語り、「私たちはドラムを沈黙させてはいけない」と述べた。カリフォルニアのジャッキー・スペイアー議員は彼女に同意し、「問題について何かを成し遂げることができないことに憤慨しているアメリカ人は、私たちが目覚めて行動するのを待っている」と述べた。

## 大衆文化の中で
NBCの刑事ドラマ『LAW & ORDER:性犯罪特捜班』の、シーズン16第4話「声明文（Holden's Manifesto）」はこの事件を基に制作された。